# سباق ماديسون للسيدات في بطولة الدراجات على المضمار

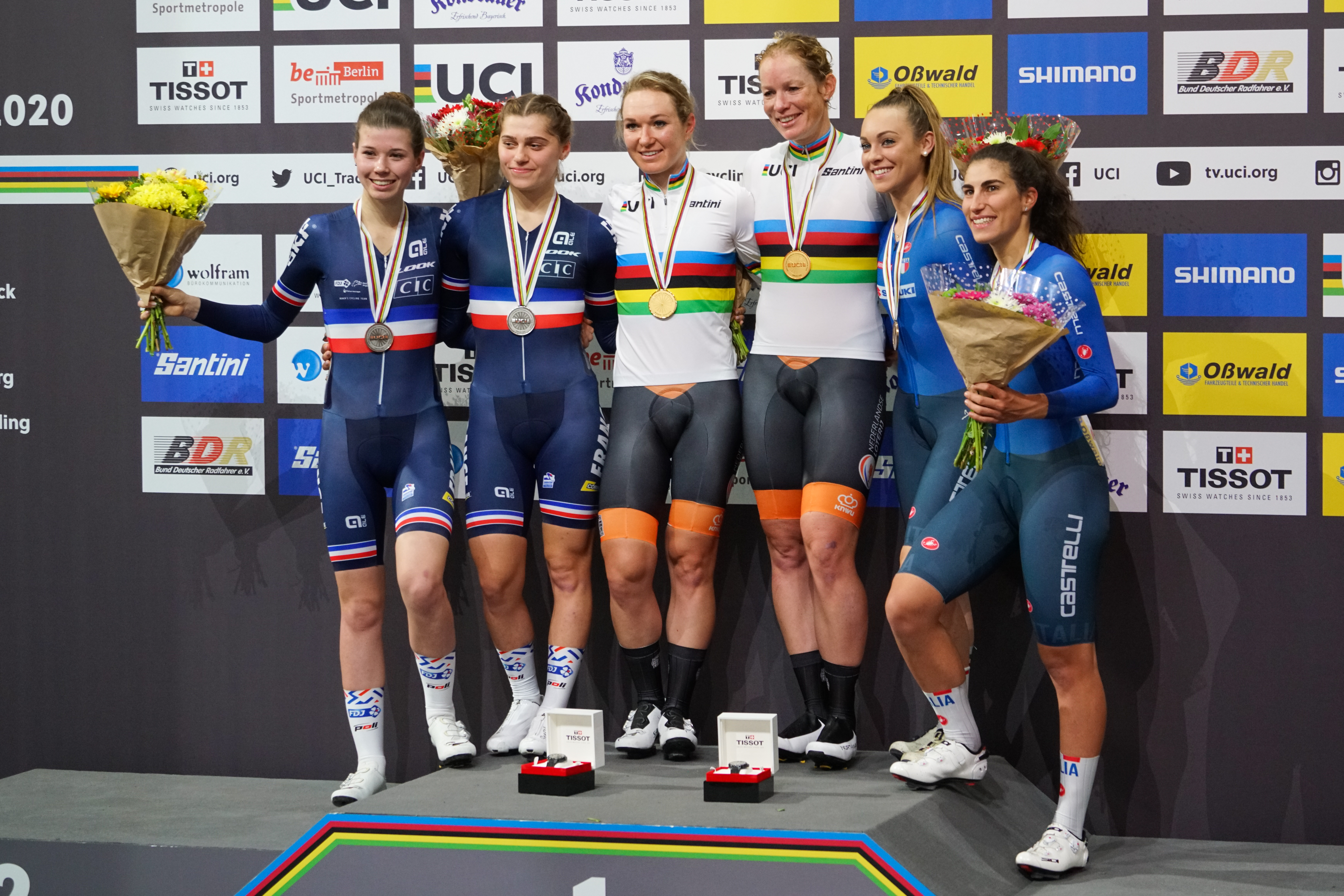
صورة تظهر السيدات الفائزات في السباق ويحمل الميدالية الذهبية لاعبتان من بلجيكا

سباق ماديسون للسيدات في بطولة الدراجات على المضمار هو أحد سباقات بطولة العالم للدراجات على المضمار للسيدات. عقدت لأول مرة في بطولة العالم للدراجات على المضمار 2017 في هونغ كونغ.

## الميداليات
| البطولة | الذهبية                           | الفضية                                        | البرونزية                              |
| ------- | --------------------------------- | --------------------------------------------- | -------------------------------------- |
| 2017    | بلجيكا · لوت كوبيكي · جولين ديهور | المملكة المتحدة · إلينور باركر · إيملي نيلسون | أستراليا · ايمي كوري · Alexandra Manly |

## وصلات خارجية
- Medalists from UCI.ch archives
- The Cycling Website list of winners